# Бадичаны
Бадичаны также Бэдичень (рум. Bădiceni) — село в Сорокском районе Молдавии. Является административным центром коммуны Бадичаны, включающей также село Григоровка.

## География
Село расположено на высоте 218 метров над уровнем моря.

## Население
По данным переписи населения 2004 года, в селе Бэдичень проживает 3238 человек (1597 мужчин, 1641 женщина).
Этнический состав села:
| Национальность | Число жителей | Процентный состав |
| -------------- | ------------- | ----------------- |
| молдаване      | 3169          | 97,87             |
| цыгане         | 25            | 0,77              |
| румыны         | 17            | 0,53              |
| русские        | 12            | 0,37              |
| украинцы       | 10            | 0,31              |
| болгары        | 2             | 0,06              |
| гагаузы        | 1             | 0,03              |
| прочие         | 2             | 0,06              |
| Всего          | 3238          | 100 %             |